# Bommelsen
Bommelsen ist seit 1. Januar 2020 ein Ortsteil der Stadt Walsrode im niedersächsischen Landkreis Heidekreis. In dem Dorf leben etwa 286 Einwohner auf einer Fläche von 10 km².

## Geografie

### Lage
Bommelsen liegt im nördlichen Bereich des Walsroder Stadtgebietes, gut 5 km von Bomlitz entfernt. Die Ortslage erstreckt sich über etwa 1,5 km überwiegend entlang der rechten Seite des mittleren Bomlitztales. Der mundartliche Name der Bomlitz, Bommelse, war für den Ort namengebend.

### Nachbargemeinden
Benachbarte Ortschaften sind – von Norden aus im Uhrzeigersinn – Woltem, Riepe, Kroge, Benefeld, Jarlingen und Ottingen.

## Geschichte
Erstmals urkundlich erwähnt wurde Bommelsen im Jahre 835 als Bamlinestade (etwa: Ufer der Kleinen Böhme) zu den Ländereien des Klosters Corvey gehörig, dann ab 1120 als Bomlose und ab 1390 als Bommelsen.
Vom 1. März 1974 bis 31. Dezember 2019 war die vorher selbstständige Gemeinde eine von acht Ortschaften der Gemeinde Bomlitz. Zum 1. Januar 2020 wurde die gesamte Gemeinde Bomlitz in die Stadt Walsrode eingemeindet. Damit ist Bommelsen ein Ortsteil der Stadt Walsrode.

## Religion, Gebäude und Infrastruktur

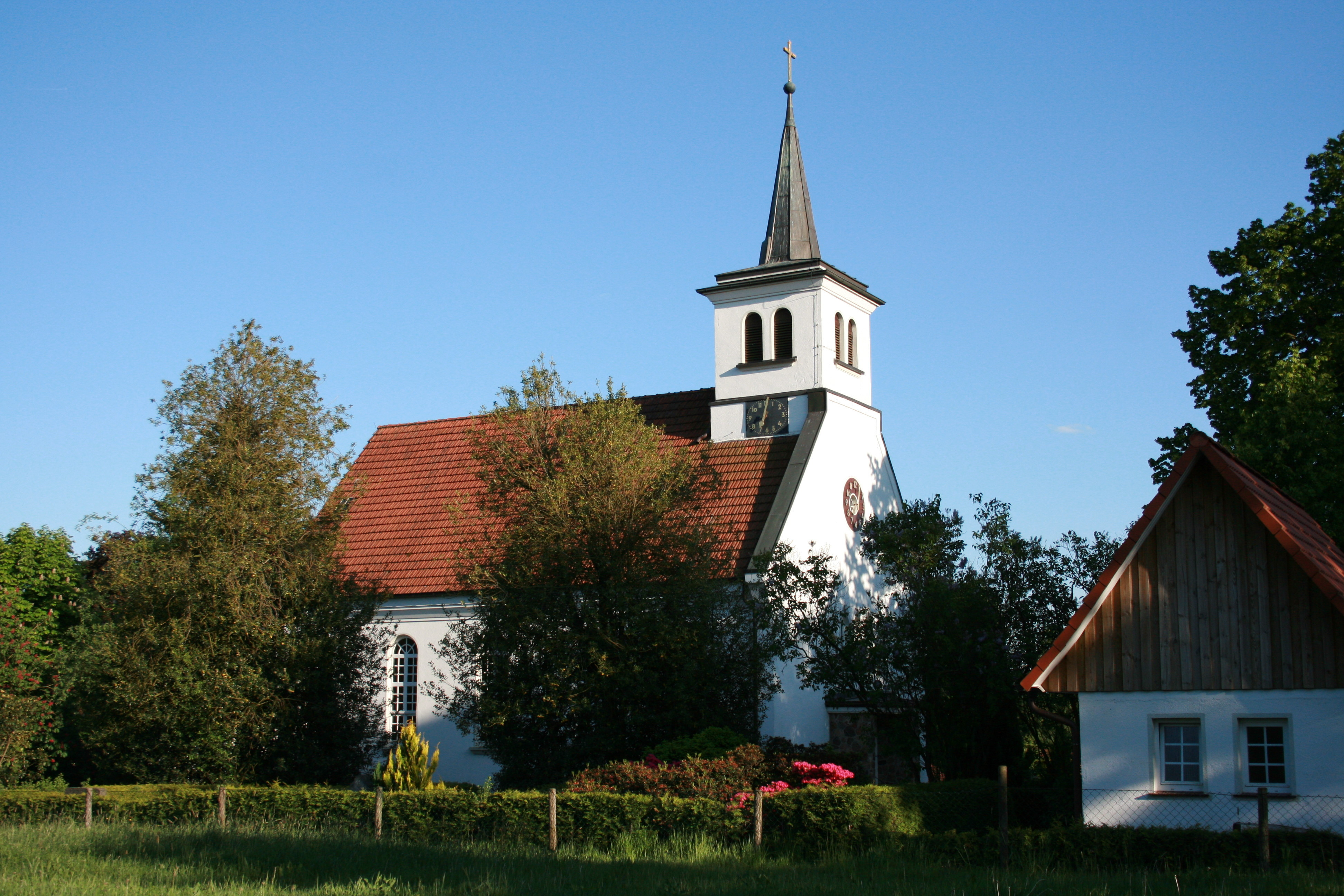
Friedenskirche von Norden

Mehrere entlang der Bomlitz aufgereihte Hofanlagen und Weiler sind als typische Gebäudeensembles, zum Teil einschließlich historischer Treppenspeicher, erhalten. 
Als Wahrzeichen des Ortes gilt die Friedenskirche von 1929/30, die auf Eigeninitiative der Bommelser hin gebaut wurde und ab 1950 Bommelsen zu einer eigenen Pfarrei mit Pastorat machte, wobei Letzteres allerdings im Jahre 2013 an die Kirchengemeinde in Bad Fallingbostel abgegeben werden musste. Die Friedenskirche ist als Postkartenmotiv bekannt und wird oft als Hochzeitskirche genutzt. 
Im Dorfgemeinschaftshaus, der einstigen Bommelser Dorfschule, stehen Räumlichkeiten für Veranstaltungen im Rahmen der Vereinsarbeit und des sonstigen kulturellen und gesellschaftlichen Lebens zur Verfügung.

### Verkehr
Bommelsen liegt abseits der Hauptverkehrslinien. Die Autobahn 27 verläuft 14 km entfernt südwestlich, und die Autobahn 7 südöstlich in 9 km Entfernung. Die von Dorfmark über Visselhövede nach Rotenburg (Wümme) führende Bundesstraße 440 berührt den südlichen Ortsrand.

## Sehenswürdigkeiten
Siehe auch: Liste der Baudenkmale in Walsrode (Außenbezirke)#Bommelsen/Kroge